# Campagne (Hérault)
Campagne (okzitanisch Campanha) ist eine französische Gemeinde mit 311 Einwohnern (Stand: 1. Januar 2022) im Département Hérault in der Region Okzitanien (vor 2016: Languedoc-Roussillon); sie gehört zum Arrondissement Montpellier und ist Mitglied im Gemeindeverband Lunel Agglo. Die Einwohner werden Campagnencs und Campagnencques genannt.

## Geografie

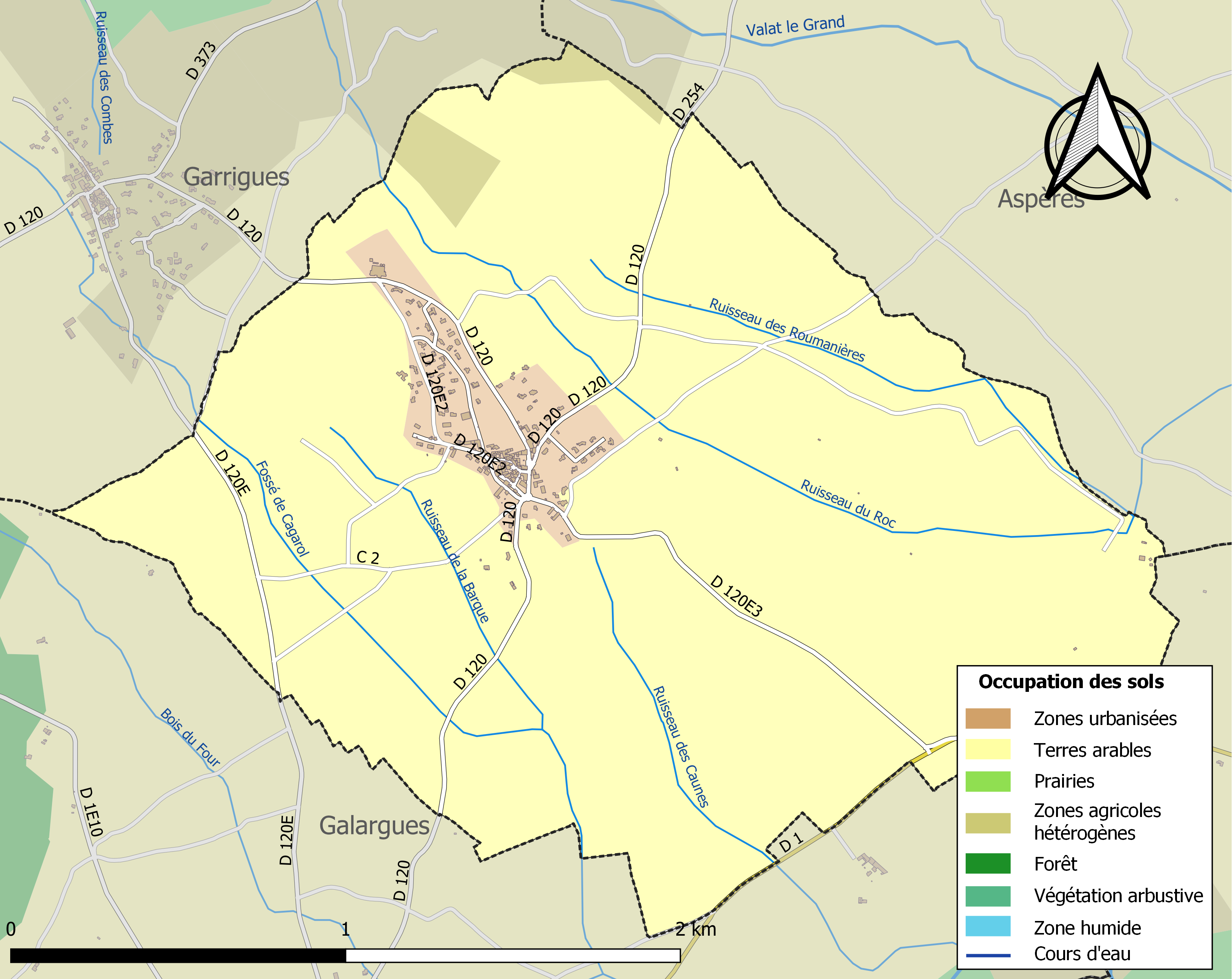
Bodennutzung, Hydrografie und Infrastruktur der Gemeinde (2018)

Campagne liegt am östlichen Rand des Départements an der Grenze zum benachbarten Département Gard, etwa 24 Kilometer nordnordöstlich von Montpellier und etwa 27 Kilometer westsüdwestlich von Nîmes. Das Gemeindegebiet wird vom Ruisseau des Roumanières, vom Ruisseau du Roc, vom Ruisseau des Caunes, vom Ruisseau de la Barque und vom Ruisseau du Canel entwässert.
Das Gebiet von Campagne ist Teil der insgesamt 1680 Hektar großen ZNIEFF-Naturzone „Plaine de Campagne“ (910011564). Etwa 95 % der Fläche der Gemeinde werden landwirtschaftlich genutzt.
Umgeben wird Campagne von den Nachbargemeinden Aspères (Département Gard) im Norden und Osten, Sommières (Département Gard) im Südosten, Galargues im Süden und Westen sowie Garrigues im Westen und Nordwesten.

## Bevölkerungsentwicklung
| Jahr                       | 1962 | 1968 | 1975 | 1982 | 1990 | 1999 | 2009 | 2013 | 2020 |
| Einwohner                  | 133  | 159  | 134  | 122  | 182  | 233  | 269  | 301  | 303  |
| Quellen: Cassini und INSEE |      |      |      |      |      |      |      |      |      |

## Sehenswürdigkeiten
- Kirche Saint-Martin aus dem 12. Jahrhundert
- Reformierte Kirche

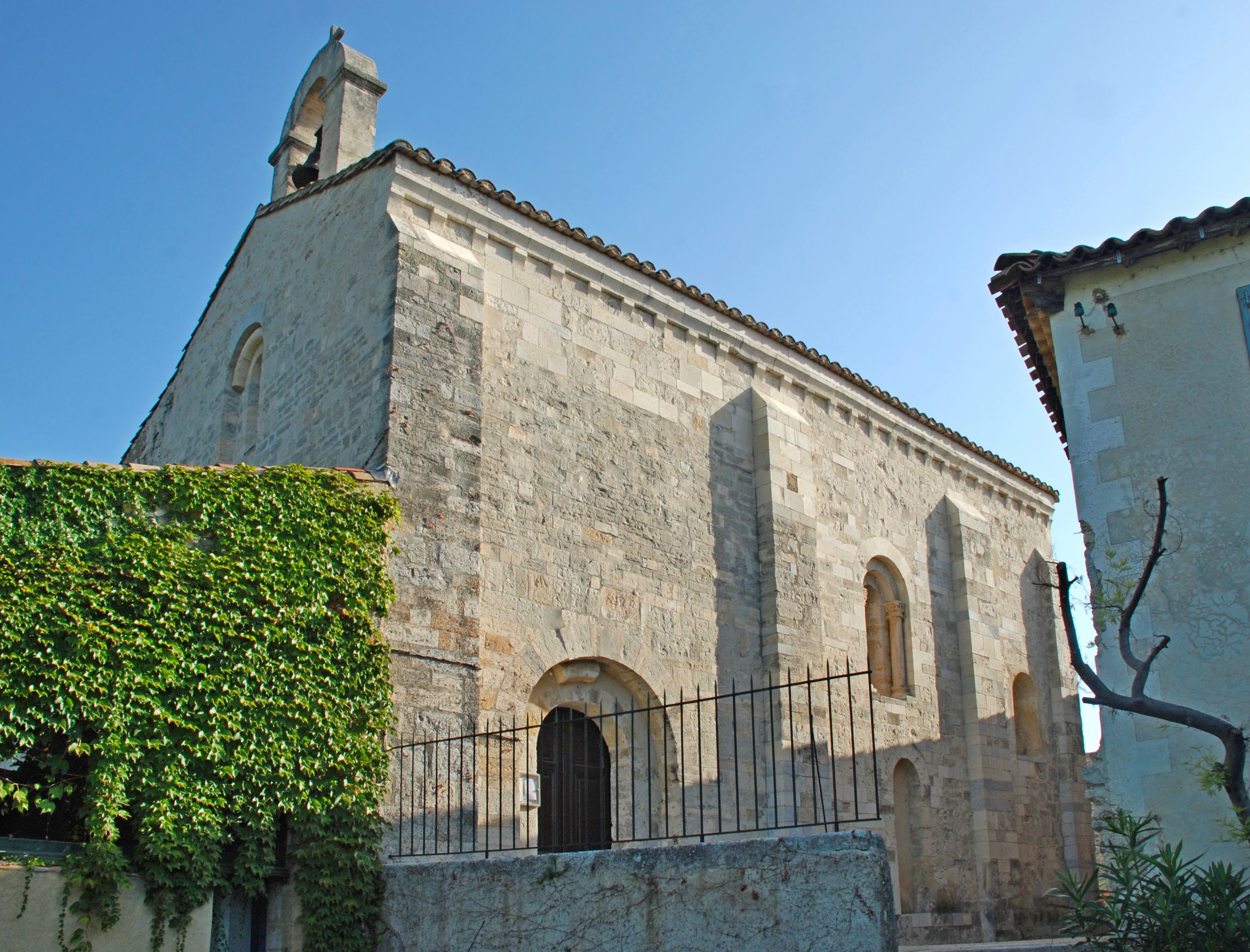
Kirche Saint-Martin
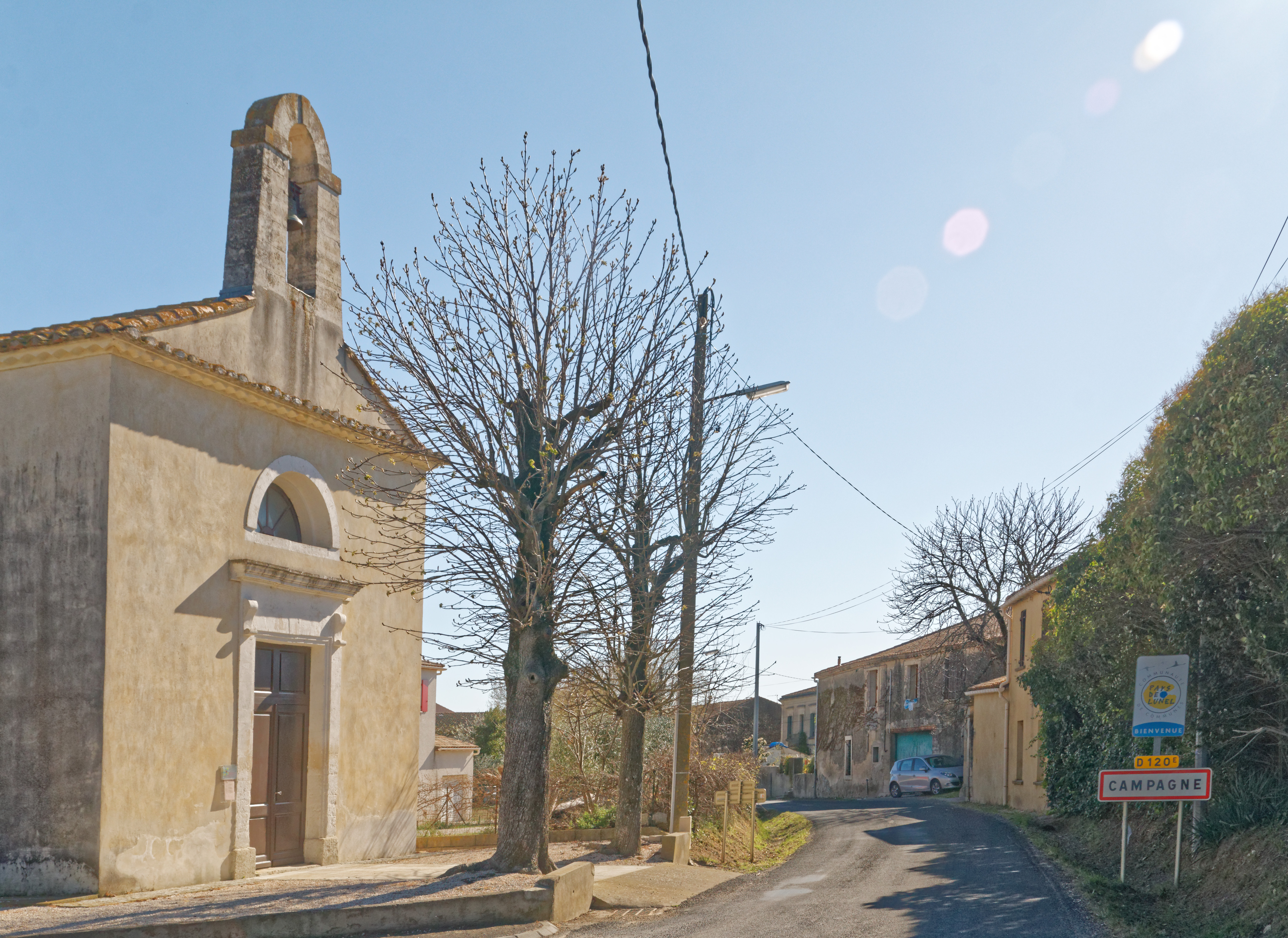
Reformierte Kirche
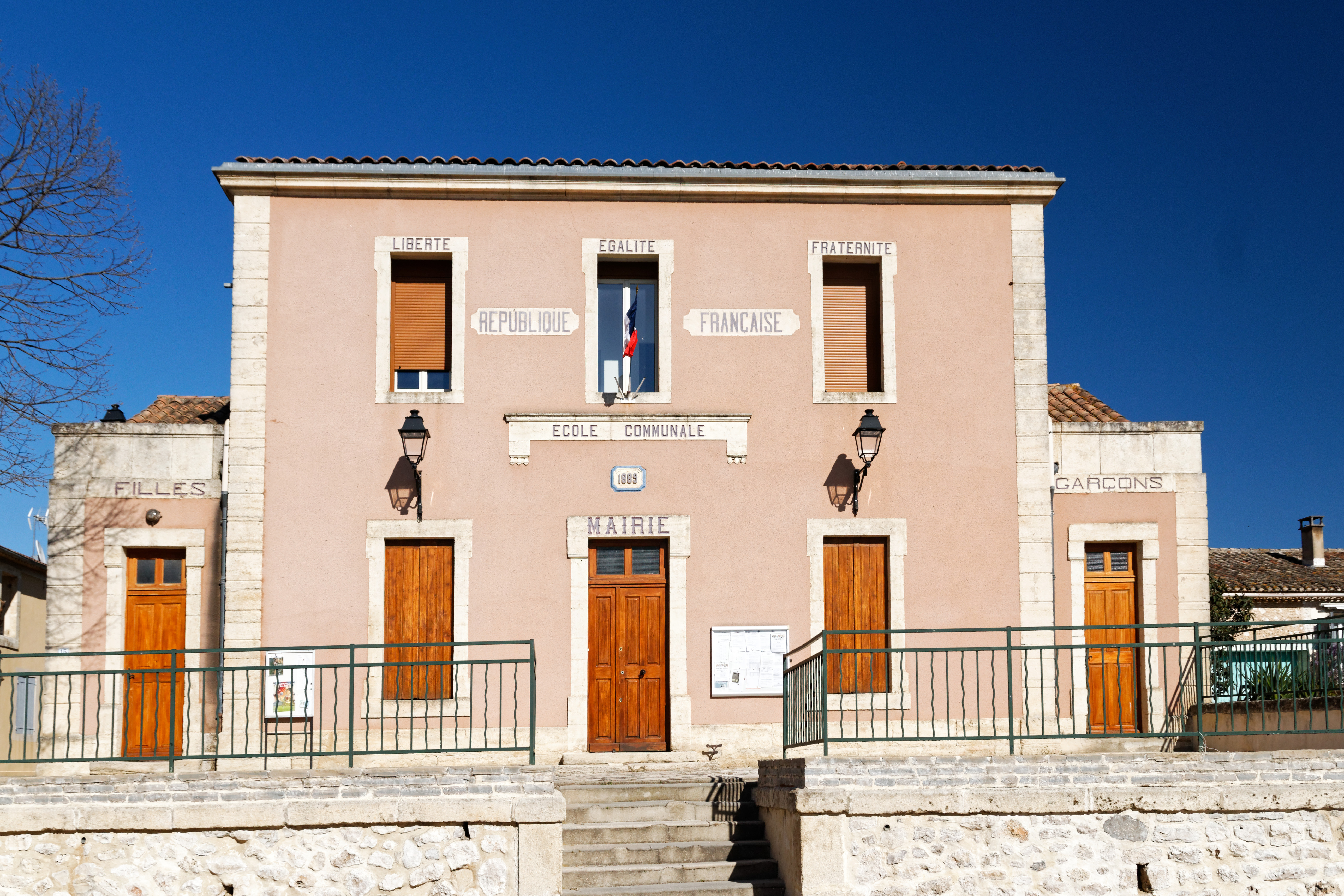
Mairie (Bürgermeisteramt)

## Verkehr
Die Gemeinde liegt fernab größerer Verkehrsachsen. Die nachgeordneten Departementsstraßen 120 und 120E3 und lokale Landstraßen stellen Verbindungen zwischen den Weilern und zu benachbarten Gemeinden her. Eine Buslinie der regionalen Transportgesellschaft liO verbindet die Gemeinde mit Castelnau-le-Lez und dortigem Anschluss an das Straßenbahnnetz von Montpellier.